# Участок долины реки Протвы между деревнями Купрово и Бартеньево
Участок долины реки Протвы между деревнями Купрово и Бартеньево — государственный природный заказник (комплексный) регионального (областного) значения Московской области, целью которого является сохранение ненарушенных природных комплексов и их компонентов в естественном состоянии; восстановление естественного состояния нарушенных природных комплексов, поддержание экологического баланса. Заказник предназначен для:
- сохранения природных комплексов;
- сохранения местообитаний редких и уязвимых видов растений, лишайников и животных;
- ведения мониторинга видов животных и лишайников, занесенных в Красную книгу Российской Федерации и Красную книгу Московской области;
- выполнения научно-исследовательских работ по изучению объектов особой охраны заказника.

Заказник основан в 1966 году. Местонахождение: Московская область, Можайский городской округ, сельское поселение Юрловское, к юго-востоку от деревни Купрово, к юго-западу от деревни Бартеньево, к северо-востоку от деревни Гальчино. Площадь заказника составляет 1169,5 га. Заказник включает кварталы 66—72 Тропарёвского участкового лесничества Бородинского лесничества, кварталы 33, 41 Ивакинского участкового лесничества Бородинского лесничества, части кварталов 97, 110 Бородинского сельского участкового лесничества Бородинского лесничества, отрезок русла реки Протвы, безлесные пространства, расположенные на левом берегу реки Протвы в западной части заказника.

## Описание
Заказник приурочен к западной части Смоленско-Московской возвышенности, в ландшафтном отношении — к Верейско-Можайскому ландшафту западного района Смоленской физико-географической провинции. Ландшафт сформировался на участке с неровной кровлей (140—200 м) дочетвертичных пород, представленных известняками карбона. В депрессиях дочетвертичного рельефа сохранились острова юрских глин.
Абсолютные высоты в пределах территории заказника изменяются от 185,5 м (отметка среднемеженного уреза воды реки Протвы в месте впадения в неё реки Карженки на восточной оконечности заказника) до 223 м на вершинах моренных холмов.
Территория испытала влияние окского, донского и московского оледенений. Последнее сыграло наибольшую роль в формировании макрочерт современного рельефа, образованного в результате эрозионно-аккумулятивной деятельности ледника и водно-ледниковых потоков. Воздействие талых вод привело к сглаживанию существовавшего более древнего рельефа. Наличие существенного расчленения погребенного рельефа коренных пород обусловило неравномерность накопления четвертичных отложений, мощность которых колеблется в диапазоне 30—80 м.
Часть территории заказника занимают волнистые и мелкохолмистые моренные и водноледниковые равнины. Они сформировалась на левобережной стороне реки Протвы. Наиболее высокое положение (до 222 м) занимают здесь плосковершинные и округловершинные моренные холмы. Они сложены мореной, перекрытой маломощными покровными суглинками. Относительная высота холмов составляет около 5 м. Крутизна склонов не превышает 3—5°. Нижерасположенный ярус рельефа здесь занимают волнистые и плоские водноледниковые равнины, с поверхности сложенные водноледниковыми супесями и суглинками, местами перекрытыми покровными суглинками.
Юго-восточную часть заказника на правобережье реки Протвы занимают озерно-водноледниковые равнины. Здесь имеются холмы озово-камового типа, с поверхности перекрытые покровными суглинками мощностью до 1,5 м. Ядрами многих холмов являются известняковые отторженцы. Холмы имеют относительную высоту 10—13 м (при абсолютных высотах до 223 м), они округловершинны, имеют форму, близкую к овальной. Ниже на высотах около 210 м залегают плоские озерно-водноледниковые равнины, сложенные суглинками, глинами и тонкозернистыми песками.
Центральную часть заказника занимает долинный зандр, сложенный суглинками с прослойками песков и супесей. В долинный зандр врезана долина реки Протвы с двумя надпойменными террасами и поймами всех уровней (ровными, суглинистыми). Особенности залегания кровли известняков обусловили асимметричный характер долины на участке заказника. Крутизна склонов долины, как правило, составляет от 7—9° до 14—20°, иногда — до 40°. На крутых левобережных склонах встречаются редкие обнажения известняков карбона.
Надпойменные террасы, первая и вторая, представлены фрагментарно. Поверхность надпойменных террас ровная или волнистая, сложена песчаносуглинистыми отложениями. Высота первой надпойменной террасы составляет около 6—8 м над урезом реки, вторая в пределах заказника сформировалась на высотах 14—16 м.
Поверхность поймы, как правило, ровная. Ширина поймы варьируется от 15 до 200 м. Высота высокой поймы достигает 5,5 м над урезом реки Протвы. Поверхности первой надпойменной террасы и высокой поймы, располагаясь на близких абсолютных высотах, часто плавно переходят друг в друга. Местами на пойме встречаются старичные присклоновые понижения шириной 7—15 м. Низкая и средняя поймы занимают меньшие площади по сравнению с высокой.
Поверхности террас и склоны долины расчленены многочисленными балками, чьи вершины располагаются на междуречной поверхности, а конусы выноса — как правило, на пойме реки Протвы. Их склоны преимущественно задернованы и залесены. Изредка здесь встречаются обнажения известняков, оползневые тела и осыпи. По днищам эрозионных форм протекают постоянные и временные водотоки.
Вся территория заказника относится к бассейну реки Протвы, левого притока реки Оки. Значительный отрезок русла реки Протвы протяженностью около 10 км входит в состав заказника. Абсолютные отметки уреза воды в межень изменяются примерно от 190,5 м до 185,5 м по мере прохождения реки через заказник. Русло реки в пределах заказника часто сильно меандрирует. Ширина русла реки Протвы в пределах заказника не превышает 20 м, средняя ширина в меженный период составляет 9—14 м. Средняя глубина русла в межень — 0,7—1,0 м.
Непосредственно на восточной оконечности заказника река Протва принимает левый приток — реку Карженку, которая входит в заказник своей приустьевой частью. В западной окраине заказника река Протва принимает правый приток — реку Песочную. По обеим сторонам долины реки Протвы по днищам многочисленных эрозионных форм протекают постоянные и временные водотоки. В притеррасных пойменных понижениях местами встречаются старичные заболоченные озера шириной около 10—15 м и длиной в несколько десятков метров. В межхолмовых понижениях имеются незначительные по площади верховые болота.
На моренных и водноледниковых равнинах в почвенном покрове территории преобладают дерново-подзолистые почвы, на террасах Протвы — дерново-подзолы, на поймах — аллювиальные светлогумусовые почвы. На верховых болотах представлены торфяные олиготрофные почвы.

### Флора и растительность
В растительности заказника основную роль играют ельники, производные от дубово-еловых папоротниково-кислично-широкотравных лесов и еловые субнеморальные леса с участием сосны. Для таких лесов характерно наличие во всех ярусах растений, свойственных и таёжным, и широколиственным лесам, при различном участии каждой из групп.
Основной лесообразующей породой заказника является ель, кроме неё в первом ярусе участвуют сосна, осина и берёза, в понижениях встречается ольха серая. Подрост обычно также состоит из ели, но иногда присутствуют липа мелколистная и клён платановидный. Местами в составе подроста встречается дуб, который иногда достигает значительных размеров. Особенно много дуба и клёна встречается в балочных еловых лесах.
Подлесок составляют крушина ломкая, рябина обыкновенная, жимолость обыкновенная, лещина и бересклет бородавчатый. Из уязвимых видов в составе подлеска присутствует волчеягодник обыкновенный или волчье лыко, встречающийся единичными экземплярами (редкий и уязвимый вид, не включенный в Красную книгу Московской области, но нуждающийся на её территории в постоянном контроле и наблюдении).
Для травяного яруса характерен комплекс видов, среди которых имеются как таёжные и неморальные лесные растения, так и виды влажнотравья. Доминируют обычно: кислица, зеленчук жёлтый, пролесник многолетний, звездчатка жестколистная. Встречаются, а местами обильны, папоротники — щитовники картузианский и мужской, голокучник Линнея, или обыкновенный, реже — орляк обыкновенный, а также звездчатка дубравная, ландыш майский, лютик кашубский, гравилат речной, земляника лесная, вороний глаз четырёхлистный. В напочвенном покрове этих сообществ присутствуют зеленые таёжные и дубравные виды мхов.
Среди еловых лесов преобладают спелые ельники кислйчно-папоротниково-широкотравные, в пределах которых встречаются ельники с участием дуба лещиновые широкотравные (зеленчуково-пролесниковые и медуницево-зеленчуковые с папоротниками и неморальными зелеными мхами). Диаметр стволов ели достигает 70 см, дуба — от 40—45 до 70—80 см, старых осин и берез — до 60 см. В этих лесах на приводораздельных склонах во втором древесном ярусе присутствуют клен, реже липа. Здесь растут колокольчик широколистный (редкий и уязвимый вид, не включенный в Красную книгу Московской области, но нуждающийся на её территории в постоянном контроле и наблюдении), двулепестник альпийский, воронец колосистый, медуница неясная, лютик кашубский, бор развестистый, осока лесная, коротконожка лесная, борец северный. Здесь зафиксирован вид лишайников, занесенный Красную книгу Московской области — уснея нитчатая.
В условиях несколько повышенного увлажнения и богатства почв встречаются сложные еловые леса с липой и дубом кустарниковые кислично- вощево-папоротниково-широкотравные, в которых кроме типичных дубравных видов, папоротников и кислицы обильны хвощи лесной или луговой, а также живучка ползучая, скерда болотная и щучка дернистая.
Длительнопроизводные сомкнутые осиново-березовые и березовоосиновые с участием ели во втором ярусе средневозрастные кислично-хвощево-широкотравные леса отличаются присутствием в подросте клёна, ели и липы. Лещина здесь образует густой полог, под которым обильны зеленчук, пролесник многолетний, сныть, копытень, медуница, лютик кашубский, живучка, встречается гнездовка настоящая (редкий и уязвимый вид, не включенный в Красную книгу Московской области, но нуждающийся на её территории в постоянном контроле и наблюдении) и борец северный.
На террасах реки Протвы встречаются участки елово-сосновых чернично-папоротниково-зеленомошных лесов. Сосны в этих лесах старые (диаметр до 80 см), идет интенсивное возобновление ели во всех ярусах, иногда в подросте встречается дуб. Подлесок образован таёжными видами — крушиной, малиной, рябиной. В травяном ярусе — кислица (преобладает), зеленчук, папоротники, черника, ландыш майский, костяника, кочедыжник женский, осока пальчатая, седмичник европейский, ожика волосистая, майник двулистный. Дубравные виды — лещина, осока волосистая — также встречаются, но единично. Из уязвимых видов, кроме ландыша майского, здесь произрастает колокольчик крапиволистный (редкий и уязвимый вид, не включенный в Красную книгу Московской области, но нуждающийся на её территории в постоянном контроле и наблюдении).
В нижних частях склонов долины произрастают ельники с чёрной или серой ольхой и черёмухой влажнотравные. Здесь растут хвощ лесной, хвощ зимующий, двулепестник альпийский, будра плющевидная, яснотка крапчатая, звездчатка дубравная, кочедыжник женский, щитовники мужской и картузианский, дрёма лесная, копытень, бор развесистый и чистотел большой. Со стороны деревни Бартеньево в составе этих ельников присутствуют сорные виды: бузина, крапива, яснотка, недотрога обыкновенная, будра, чистотел большой. Несмотря на это, по опушкам и прогалинам здесь растут колокольчики широколистный и персиколистный (оба — редкие и уязвимые виды, не включенные в Красную книгу Московской области, но нуждающиеся на её территории в постоянном контроле и наблюдении).
На правом берегу реки Протвы на плоских приводораздельных поверхностях в кварталах 70—72 имеются небольшие ненарушенные осушением верховые сфагновые сосновые болота с подростом березы и ели. Сосны старые, диаметр стволов достигает 20—30 см, хорошо выражены приствольные повышения. Травяно-кустарничковый ярус этих верховых болот составляют их типичные виды: пушица влагалищная, черника, голубика, мирт болотный, клюква болотная. Окраины болот заняты елово-березовыми сообществами с тростником южным, вахтой трехлистной и сфагновыми мхами.
Лиственные леса занимают в заказнике меньшую площадь, чем хвойные, и являются, в основном, длительнопроизводными березовыми и осиновыми кислично-папоротниково-широкотравными и кислично-хвощево-широкотравными лесами с подростом ели, иногда с единичными широколиственными деревьями — дубом, клёном, вязом шершавым. Травяной ярус образуют в основном виды широколиственных лесов. В смешанных светлых лесах, на полянах и опушках встречаются редкие уязвимые виды растений, не включенные в Красную книгу Московской области, но нуждающиеся на её территории в постоянном контроле и наблюдении — любка двулистная и купальница европейская.
В заказнике отмечены небольшие участки широколиственных лесов — липовых, дубово-липовых и рябиново-липовых папоротниковоширокотравных. В травостое липового и дубово-липового лесов представлены только дубравные виды (сныть обыкновенная, звездчатка жестколистная, чина весенняя, копытень европейский), из кустарников обычен бересклет бородавчатый. В рябиново-липовом сообществе сочетаются виды разных эколого-ценотических групп. На крутом склоне реки Протвы есть также кленово-липовый широкотравный лес с участием ели.
На пойме реки Протвы развиты мелколиственные сероольховые леса, нередко с участием ольхи чёрной, черемухи кустарниковые крупнотравновлажнотравные и черноольшаники. Для пойменных черноолыпаников влажнотравных, подпитывающихся подсклоновыми сочащимися водами, характерно произрастание кипрея волосистого, хвоща речного, таволги вязолистной, камыша лесного, крестовника приречного. В старинных заболоченных понижениях растут: двукисточник тростниковидный, ситник развесистый, различные осоки. Для заболоченных пойм характерны густые заросли кустарников — ивы пепельной, трехтычинковой и пятитычинковой, смородины чёрной и высоких трав, среди которых есть уязвимые виды, не включенные в Красную книгу Московской области, но нуждающиеся на её территории в постоянном контроле и наблюдении — колокольчик широколистный и гулявник прямой.
Значительную часть поймы реки Протвы занимают умеренно влажные злаково-разнотравные луга на средних по богатству аллювиальных светлогумусовых почвах. В травостое преобладают ежа сборная, овсяница луговая, овсяница красная, осока соседняя, тимофеевка луговая, полевица тонкая, гребенник обыкновенный, вероника дубравная, горец змеиный, горицвет кукушкин, гравилат речной, колокольчик раскидистый, купырь лесной, лютик едкий, манжетка (виды), подмаренник мягкий, василек луговой, щавель кислый. На увлажненных участках лугов произрастают уязвимые виды орхидных растений — пальчатокоренник мясо-красный и пальчатокоренник Фукса, не включенные в Красную книгу Московской области, но нуждающиеся на её территории в постоянном контроле и наблюдении. На сырых и заболоченных лугах поймы реки Протвы растут кустарниковые ивы, а в травяном покрове доминируют луговые злаки и осоки. Эти луга чередуются с группами молодых берёз, елей и сероолыпаниками.
Низкая пойма реки Протвы почти не выражена, поэтому прибрежных видов растений довольно мало. Типичными видами низкой поймы здесь выступают двукисточник, осока острая, череда трёхраздельная, калужница болотная, частуха подорожниковая. В русле реки Протвы обильны рдесты, водяной лютик жестколистный, а местами произрастает уязвимый для Московской области вид — кувшинка белоснежная.

### Фауна
На территории заказника обитают 114 видов позвоночных животных, относящихся к 23 отрядам пяти классов, в том числе не менее десяти видов рыб, четыре вида амфибий, один вид пресмыкающихся, 74 вида птиц и 25 видов млекопитающих.
Ихтиофауна заказника в целом весьма характерна для малых рек бассейна Оки. Наиболее типичными видами рыб являются: обыкновенная щука, речной окунь, плотва, уклея, обыкновенный гольян, обыкновенный голец, обыкновенный пескарь. Многочислен горчак, реже встречаются русская быстрянка (вид занесен в Красные книги Российской Федерации и Московской области), голавль, елец и налим.
В границах заказника выделяются четыре основных ассоциации фауны (зооформации): хвойных лесов, лиственных лесов, открытых местообитаний, водно-болотных местообитаний.
Основу фаунистического комплекса наземных позвоночных животных заказника составляют характерные виды лесных местообитаний. Видов луговополевых местообитаний и представителей фауны водно-болотных угодий существенно меньше. Синантропные виды, тяготеющие к окружающим населенным пунктам, малочисленны.
Зооформация хвойных лесов, распространенная в высокоствольных сосняках, ельниках и смешанных лесах, занимает большую часть заказника. Основу населения хвойных лесов составляют: лесная куница, рыжая полёвка, обыкновенная белка, заяц-беляк, желна, вяхирь, рябчик, тетерев, зяблик, пеночка-весничка, пеночка-теньковка, зелёная пеночка, певчий дрозд, сойка, желтоголовый королёк, обыкновенный поползень, буроголовая гаичка, серая жаба. Именно в этом типе местообитаний на участке старовозрастного ельника с подлеском из лещины зафиксирована кедровка (вид птиц занесен в Красную книгу Московской области).
Приуроченные к долине реки Протвы участки лиственных и смешанных лесов разных типов имеют свой, присущий им комплекс видов животных, среди которых: заяц-беляк, обыкновенная кукушка, клинтух (вид занесен в Красную книгу Московской области), соловей, рябинник, белобровик, чёрный дрозд, певчий дрозд, зарянка, зяблик, черноголовая славка, пеночка-весничка, пеночка-трещотка, длиннохвостая синица, большая синица, мухоловка-пеструшка, прудовая, остромордая и травяная лягушки.
На залежах, суходольных лугах и по опушкам территории заказника обычны: коростель, чибис, обыкновенный канюк, луговой лунь (вид занесен в Красную книгу Московской области), пустельга, тетерев, перепел, полевой жаворонок, белая трясогузка, лесной конёк, чёрный стриж, деревенская ласточка, береговая ласточка, луговой чекан, обыкновенная овсянка, обыкновенная чечевица, серая славка, коноплянка, черноголовый щегол, обыкновенная зеленушка, скворец, сорока. На залежах и лугах в окрестностях населенных пунктов кормятся белый аист (вид занесен в Красную книгу Московской области), полевой воробей, грач, галка. Среди млекопитающих в этих сообществах наиболее часто встречаются: европейский крот, обыкновенная полевка, заяц-русак и др. Пресмыкающиеся представлены здесь живородящей ящерицей. Также по лесным опушкам и лугам встречается махаон — редкий вид бабочек, занесенный в Красную книгу Московской области.
Влажные луга, старичные озёра и прибрежные заросли на пойме реки Протвы служат местом обитания видов водно-болотного фаунистического комплекса. В этих биотопах гнездятся: кряква, вальдшнеп, бекас, болотная и садовая камышовки, речной сверчок, камышовая овсянка, чёрный коршун, останавливается на пролёте серый журавль (два последние вида занесены в Красную книгу Московской области). Именно в этих местообитаниях регистрируется большой кроншнеп (вид занесен в Красные книги Российской Федерации и Московской области), а также бабочка малый ночной павлиний глаз (вид занесен в Красную книгу Московской области). Среди млекопитающих в водно-болотных угодьях обитают: обыкновенная кутора, американская норка, водяная полёвка, речной бобр, мышь-малютка, речная выдра (вид занесен в Красную книгу Московской области), многочислен кабан.
На всей территории заказника обитают: обыкновенный ёж, волк, обыкновенная лисица, обыкновенная рысь (вид занесен в Красную книгу Московской области), барсук, горностай, ласка, лось, благородный олень, европейская косуля, кабан, тетеревятник, перепелятник и большой пёстрый дятел.

## Объекты особой охраны заказника
Охраняемые экосистемы: еловые лещиновые широкотравные леса с участием дуба, еловые кустарниковые кислично-папоротниковоширокотравные леса с участием клёна, дуба, липы, еловые кислично-папоротниково-широкотравные леса, липовые и дубово-липовые папоротниково-широкотравные леса, кленово-липовые широкотравные леса с участием ели, елово-сосновые чернично-папоротниково-зеленомошные леса, еловые кислично-папоротниково-зеленчуковые леса с участием сосны, еловые влажнотравные леса с чёрной или серой ольхой и черёмухой, верховые сфагновые сосновые болота, пушистоберезовые леса с участием сосны влажнотравно-сфагновые, ольшаники влажнотравные, разнотравно-злаковые сырые и заболоченные пойменные луга.
Места произрастания и обитания охраняемых в Московской области, а также иных редких и уязвимых видов растений, лишайников и животных, зафиксированных в заказнике, перечисленных ниже, а также барсука, европейской косули, тетерева, перепела, голавля, ельца, обыкновенного горчака, налима.
Охраняемые в Московской области, а также иные редкие и уязвимые виды растений (виды, являющиеся редкими и уязвимыми таксонами, не внесенные в Красную книгу Московской области, но нуждающиеся на территории области в постоянном контроле и наблюдении): пальчатокоренник мясо-красный, пальчатокоренник Фукса, любка двулистная, волчеягодник обыкновенный, или волчье лыко, купальница европейская, кувшинка белоснежная, колокольчики крапиволистный, широколистный и персиколистный, гнездовка настоящая, гулявник прямой.
Охраняемые в Московской области, а также иные редкие и уязвимые виды лишайников (виды, занесенные в Красную книгу Московской области): уснея нитчатая.
Охраняемые в Московской области, а также иные редкие и уязвимые виды животных:
- виды, занесенные в Красную книгу Российской Федерации и Красную книгу Московской области: русская быстрянка, большой кроншнеп;
- виды, занесенные в Красную книгу Московской области: обыкновенная рысь, речная выдра, чёрный коршун, луговой лунь, белый аист, кедровка, серый журавль, клинтух, малый ночной павлиний глаз, махаон;
- виды, являющиеся редкими и уязвимыми таксонами, не внесенные в Красную книгу Московской области, но нуждающиеся на территории области в постоянном контроле и наблюдении: обыкновенная кутора, пустельга.

Ценный природный комплекс: незарегулированный гидрологический комплекс реки Протвы в состоянии естественной динамики — основной водоток реки Протвы в сочетании с впадающими в неё ручьями, сочениями грунтовых вод и старинными озёрами.